# هازجة مروحية الذنب

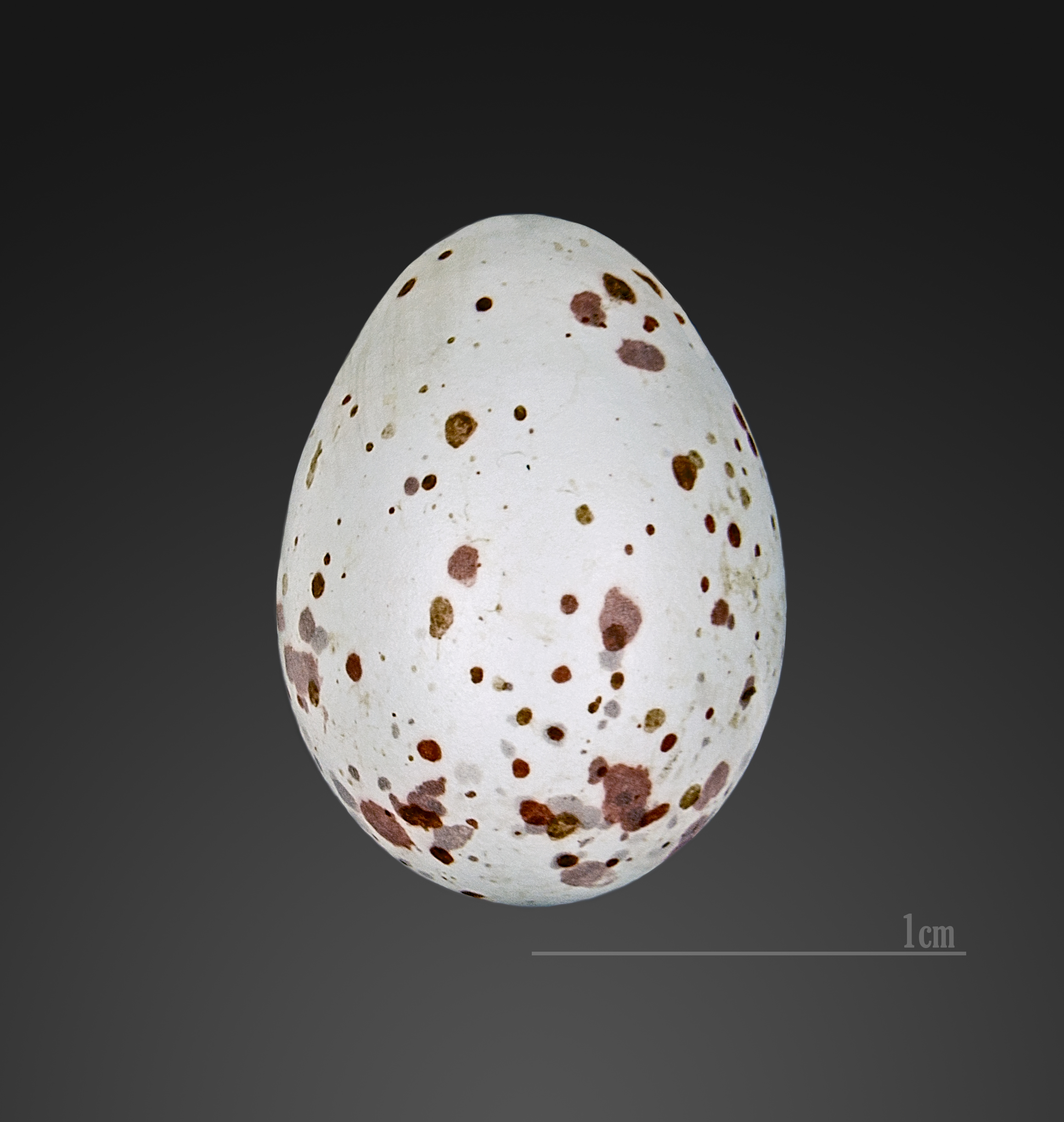
Cisticola juncidis

هازجة مروحية الذنب تسمى أيضا فصية مروحية الذنب (الاسم العلمي: Cisticola  juncidis) (بالإنجليزية: Zitting  Cisticola)‏ هو طائر ينتمي إلى الهازجات (فصيلة: Cisticolidae).

## هازجة مروحية الذنب (Cisticola juncidis) هي طائر صغير الحجم يتميز بجسم بني مخطط بالأسود من الأعلى، وأجزاء سفلية بيضاء إلى رمادية فاتحة. يتميز الذيل بقصره وشكله المستدير مع وجود بقع بيضاء على أطرافه، وهو ما يعطي الطائر مظهرًا مميزًا أثناء الطيرانًا
- قائمة طيور مصر